# Солонецкая, Ольга Николаевна

## Биография
Ольга Солонецкая родилась 16 октября 1973 года в Харькове.
Окончила Харьковскую музыкальную школу № 13 им. Н. Т. Коляды — класс фортепиано.
С 1990 по 1992 год училась Харьковском Национальном Университете им.Каразина на факультете иностранных языков (окончила 2 курса).
2 года состояла в студенческой театральной студии «Политехник» Харьковского Политехнического института.
В 1996 году окончила Харьковский институт искусств им. А.П.Котляревского — кафедра актёрского мастерства, руководитель курса Тягниенко Михаил Иванович.
С 1995 года актриса Центра современного искусства «Театр Новая сцена».
С 1995 года актриса Харьковского академического русского драматического театра имени А. С. Пушкина.
Директор Центра современного искусства «Театр Новая сцена».

## Творчество

### Театр

#### Роли вХарьковском драматическом театре им. А. С. Пушкина
- «Кукольный дом» Г. Ибсен — Нора
- «Вишнёвый сад» А. Чехов — Варя
- «Потерянный муж» В. Мирошниченко — Хозяйка
- «Публике смотреть запрещается». Режиссёр А. Аркадин-Школьник — Идэн Брэнд
- «Тойбеле и её демон» И. Зингер — Генендель
- «Клиническом случае» Р. Куни — Джэйн Тэйт
- «Поминальная молитва» Г. Горина — Хава
- «Дуэнья» Р. Шеридана — Клара Де Альманса
- «Королевские игры» Г. Горина — Джейн Сеймур
- «Номер тринадцатый» Р. Куни — Горничная
- «Очередь» А. Мардань — Журналистка
- «Рассказы Василия Макаровича» В. Шукшин — Соня
- «Я — женщина» В. Мережко — Свирская
- «Моя Парижанка» Р. Ламуре — Соня
- «Милый друг» Ги де Мопассана — Сюзанна
- «Уступи место завтрашнему дню» В. Дельмара — Рода
- «Муж на продажу» М. Задорнова — Оксана
- «Стакан воды» И. Скриба — Абигайль
- «Последняя жертва» А. Н. Островского — Ирина Лавровна
- «Ромео и Джульетта» У. Шекспира — Горожанка
- «Мастер и Маргарита» М. Булгаков — Фрида

#### Роли в театре «Новая сцена»
- «Ящик Пандоры» — Елена
- «Ужин для троих» — Любовь
- «Муж на час» — Мэри Трэшмэн
- «Укрощение Сьюзен» У. Рассел — Сьюзен
- «Девичник» М. Миллюахо — София
- «Любовь с видом на озеро» А.Чехов — Нина Заречная
- «Идеальная пара» М. Камолетти — Анна
- «Как-нибудь выкрутимся» М. Камолетти — Сюзетта
- «Валентинов день» И. Вырыпаев — Валентина
- «Обломофф» М. Угарова — Ильинская
- «Венецианская ночь» А. Мюссе — Марианна
- «Пум—па—па» братья Пресняковы — Маман
- «Отражения» Т. Стоппарда — Анни
- «Розенкранц и Гильденстерн мертвы» Т. Стоппарда — Офелия
- «Как важно быть серьёзным» О. Уайльда — Сесили
- «Московской любви» О. Мухиной — Пирогова
- «Дядя Ваня» А. Чехов — Соня

#### Дипломные роли
- «Анна Франк» — Анна Франк;
- «Вей, ветерок» Я. Райниса — Байба
- «Феникс» М. Цветаевой — Франческа

## Награды и звания
- Лауреат премии «Народное признание — 2005» в номинации «Театр» за роль Сюзанны Вальтер в спектакле «Милый друг» (театр им. Пушкина) и роль Сюзетты в спектакле «Как-нибудь выкрутимся» (театр «Новая сцена»).
- Лучшая актриса 2004 года — признана решением секции театральных критиков Харьковского межобластного отделения Союза театральных деятелей.
- Лауреат фестиваля Негосударственных театров «Курбалесия» — 2005 г. — «Лучший актёрский ансамбль» — спектакль «Как-нибудь выкрутимся».
- Лауреат фестиваля Негосударственных театров «Курбалесия» — 2006 г. в номинации «Поиск и эксперимент», спектакль «Валентинов день».
- Лауреат VIII Международного московского фестиваля «Славянский венец» — 2009 г. Спектакль «Облом off» — «Лучший спектакль».
- Лауреат 9—го фестиваля Негосударственных театров «Курбалесия» — 2011 г. спектакль «Венецианская ночь».
- Лауреат ХI Международного фестиваля «Добрый театр» — 2012 г. (г.Энергодар) — «Лучшая женская роль» — спектакль «Пум—па—па».
- Х Международный фестиваль камерных театров «Славянский венец» — 2013 г. (г. Москва). —  «Лучший актёрский ансамбль» — спектакль «Девичник».
- Лауреат V Всеукраинского фестиваля «Золотая Хортица» — 2015 г. спектакль «Укрощение Сьюзен».